# Virginische Traubenkirsche
Die Virginische Traubenkirsche (Prunus virginiana) ist eine Pflanzenart aus der Gattung Prunus. Sie ähnelt der europäischen Traubenkirsche und der Lorbeerkirsche. Im Unterschied zu vielen eurasischen Arten ist der Blausäuregehalt, außer in den Steinkernen, so gering, dass die Früchte für den menschlichen Verzehr geeignet sind. Sie war als Vitaminlieferant für die indigene Bevölkerung besonders wichtig. Auf Lakota wurde sie canpá sápa genannt, was mit „Schwarzkirsche“ übersetzt werden kann (sápa = schwarz; canpá = Kirsche, Kirschbaum, „Sauer-Baum“, can = Baum, Gehölz + pa = sauer, bitter). Sie bildet oft Dickichte und trägt so zur Boden-Stabilisierung in sandigen Gebieten bei.

## Beschreibung

### Vegetative Merkmale
Die Virginische Traubenkirsche wächst als dornenloser, laubabwerfender, oft Wurzelsprossen bildender Strauch oder kleiner Baum. Die Wuchshöhe dieser Art variiert stark, je nach Varietät und Standort. Sie erreicht Wuchshöhen von 1 bis 6, selten bis 10 Metern. Für einige Standorte im Großen Becken werden 12 m Höhe und ein Stammdurchmesser von 20 cm angegeben. Sehr selten wird sie höher als 20 Meter mit Stammdurchmesser von über 70 Zentimeter. In der Prärie wird sie selten höher als mannshoch. Die Rinde ist rötlich braun und glatt mit kleinen hellen Warzen (Lentizellen).
Die wechselständigen Laubblätter sind elliptisch bis verkehrt-eiförmig und zugespitzt mit fein gesägtem Rand. Sie sind kräftig mittel- bis dunkelgrün, unbehaart und glänzend mit einer dicken Wachsschicht versehen, aber nicht so ledrig wie bei der Lorbeerkirsche. Die Blattlänge beträgt etwa 9 Zentimeter.

### Generative Merkmale
Die cremeweißen, unscheinbaren, süß duftenden Blüten wachsen in hängenden Trauben. Die Blüten sind zwittrig mit doppelter Blütenhülle. Der Blütenbecher ist innen kahl mit einem Diskus. Die Blütezeit ist abhängig vom Standort.
Die etwa kichererbsengroßen, runden, zunächst dunkelroten, dann schwarz glänzenden Steinfrüchte besitzen einen Steinkern pro Frucht und relativ wenig Fruchtfleisch. Noch nicht vollreife, rötliche Früchte sind leicht adstringierend. Die Früchte werden von Mensch und Tier verzehrt, besonders Bären und Vögel fressen sie gerne.
Die Chromosomenzahl beträgt für Prunus virginiana var. demissa (Nutt.) Torr. (Syn.: Prunus virginiana subsp. melanocarpa (A. Nelson) Roy L. Taylor & MacBryde) 2n = 16.

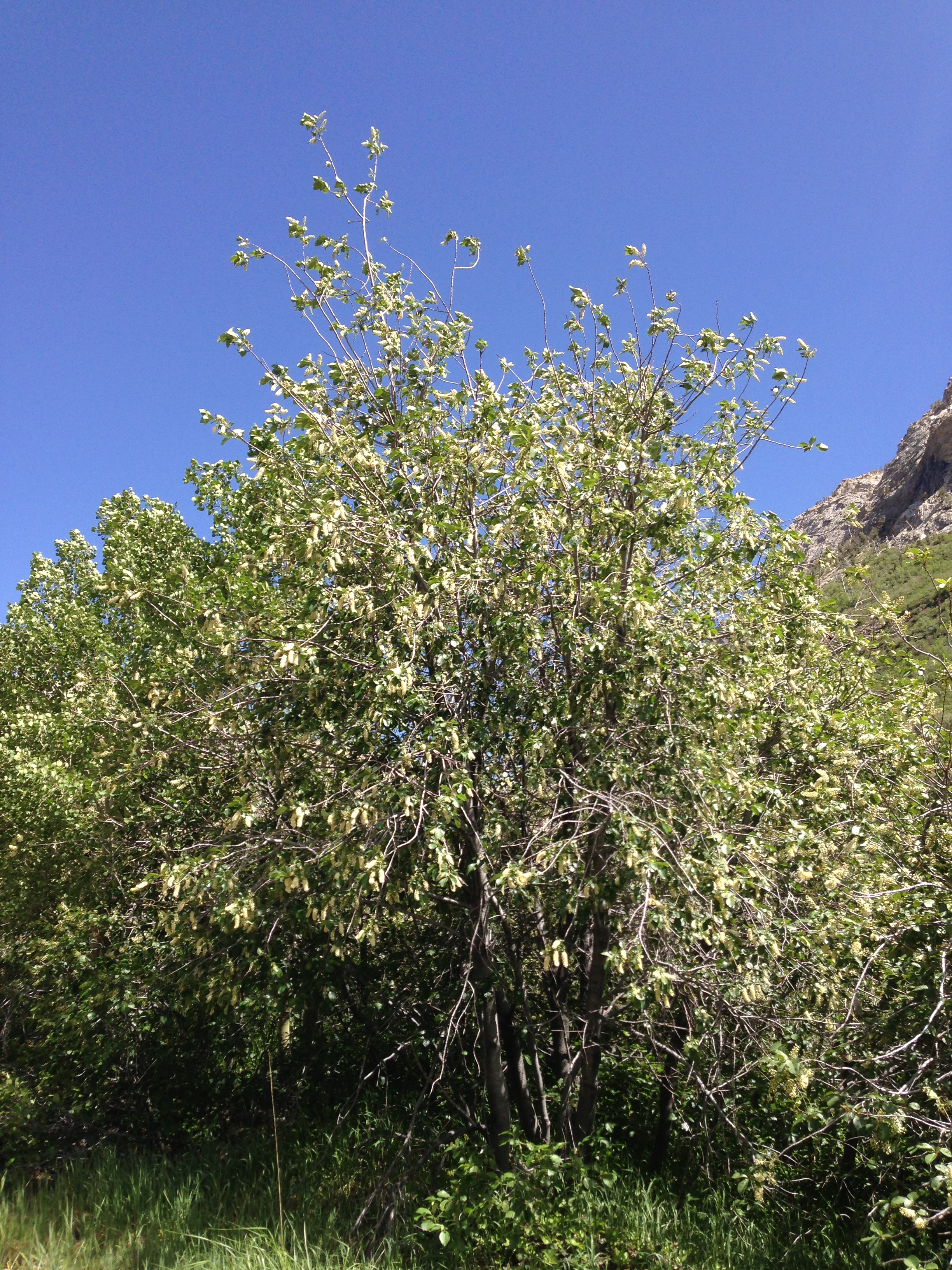
Blühende Choke Cherries (Prunus virginiana, auch bitter-berry, Virginia bird cherry oder western chokecherry) entlang der Lamoille Canyon Road im Lamoille Canyon (Nevada)

## Ökologie
Im nördlichen Teil des Verbreitungsgebiets wächst sie als Unterholz in Wäldern. Aufgrund der zahlreichen Kirschfrüchte ist sie für den Wildtier-Bestand des jeweiligen Biotops bedeutsam. Für Schafe, Rinder und Pferde ist das Laub aufgrund des Blausäure-Gehalts jedoch giftig. Blütezeit je nach Standortbedingungen von April bis Juni, die Blätter treiben vor der Blüte aus.

## Vorkommen
Es handelt sich um die am weitesten verbreitete amerikanische Prunus-Art. Sie kommt in verschiedenen regionalen Unterarten von den kanadischen Prärie-Ländereien bis Texas und von Neufundland bis British Columbia vor. Man findet sie an den Großen Seen im Osten und von North Carolina bis Kalifornien und südlich bis New Mexico. Darüber hinaus ist sie in etwas feuchteren Arealen im gesamten Gebiet der Great Plains anzutreffen, etwa längs der Fluss- und Bachufer, in Schluchten und Tälern, an kühleren Berghängen und in zumindest teilweise bewaldeten Gebieten, und ökologisch wichtig im sonst baumarmen Missouri-Gebiet.

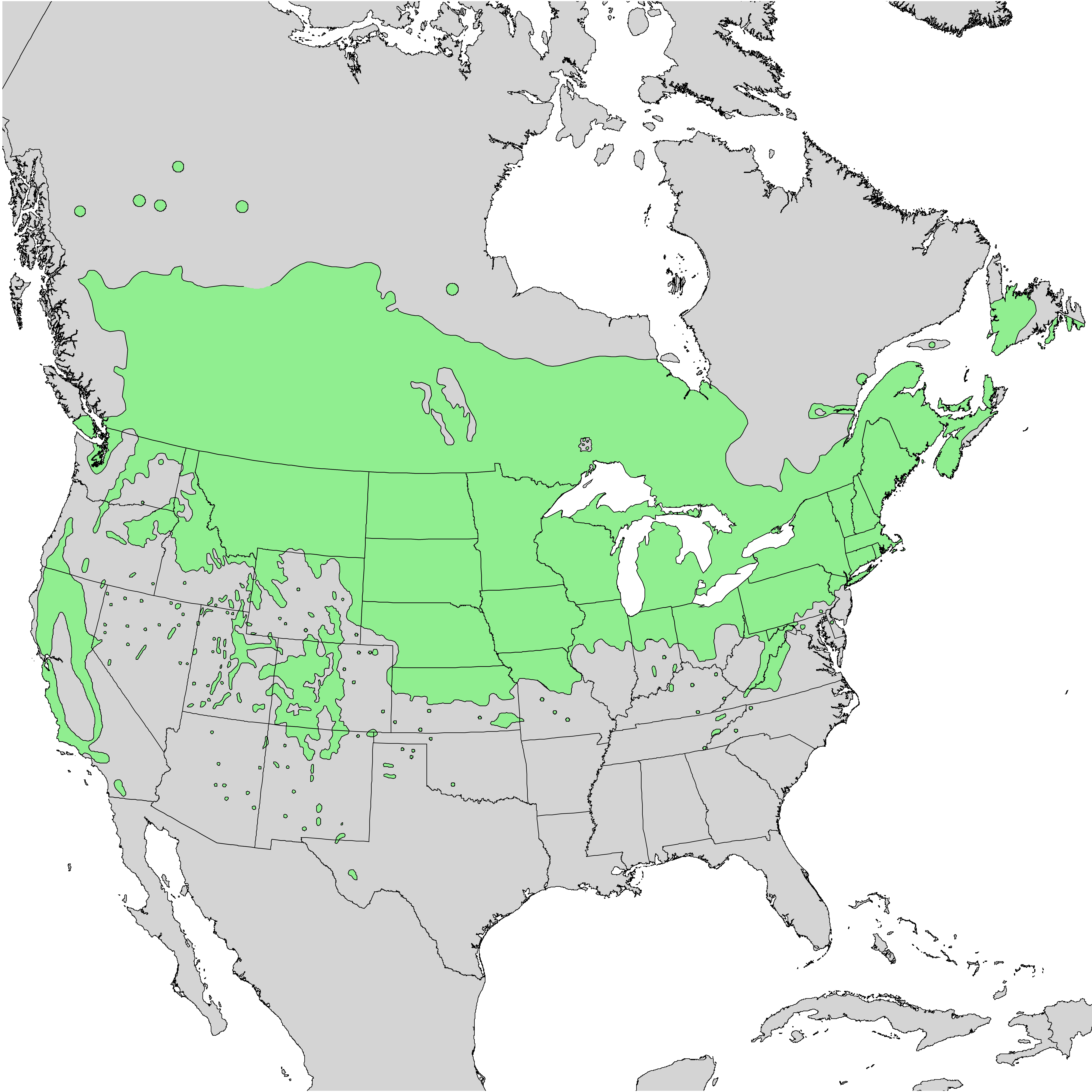
Verbreitung de Virginischen Traubenkirsche (Prunus virginiana)

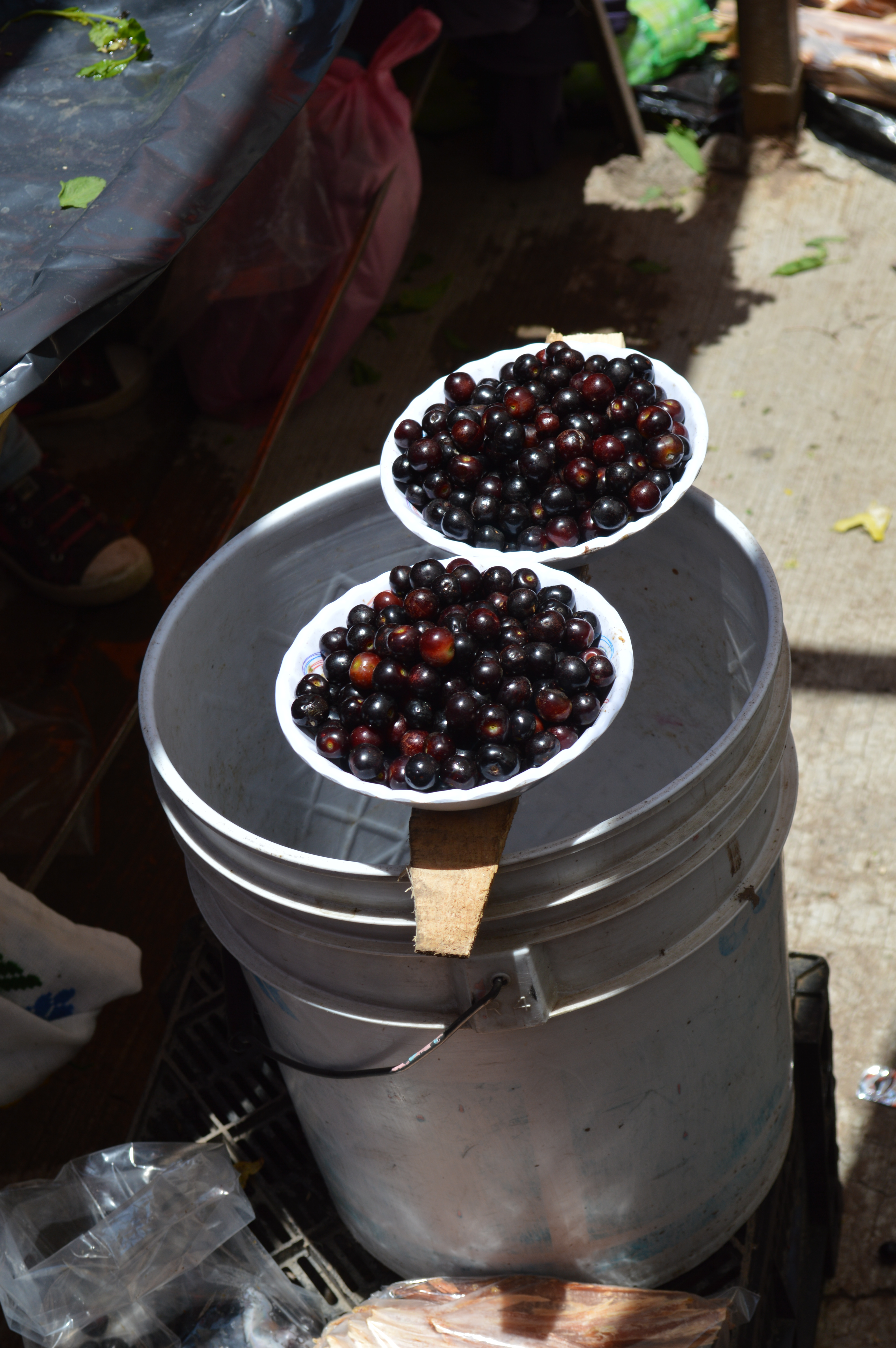
Früchte

## Verwendung
Für die indigene Bevölkerung war die Virginische Traubenkirsche als Vitamin-Lieferant so bedeutsam, dass die Lakota einen Monat ihres Natur-Kalenders nach der Reifezeit dieser Früchte benannten: Canpá Sápa Wi (Juli, Kirschen-schwarz-Mond). Sogar der Termin des Sonnentanzes, auf Lakota wiwányank wacípi wurde zur Reife der Wildkirschen festgesetzt. Aufgrund ihrer Bedeutung als Nahrungsmittel war sie auch generell in Zeremonien bedeutsam und wurde als Symbol der Fruchtbarkeit gereicht.
Der englische Name „Chokecherry“ (etwa: Würg-Kirsche) spielt auf die schwer zu entfernenden Steinkerne an, die beim Verzehr der frischen Früchte ausgespuckt werden müssen. Die Früchte können roh verzehrt oder zu Kompott, Gelee und Marmelade eingekocht werden. Bei den Lakota war canpá wójapi, eine Art Rote Grütze, ein traditionelles Gericht. Der Geschmack roher Früchte ist säuerlich und erinnert an die Früchte des Schlehdorns und heimischer Wildkirschen. Da die Früchte sehr schwer zu entsteinen sind, wurden von den Lakota und anderen Stämmen die Früchte wie Rosinen getrocknet und mit den Kernen zermahlen. Das so entstandene Pulver wurde als Zutat zur Herstellung von Pemmikan, auf Lakota wasná verwendet.